# Beverley Whitfield

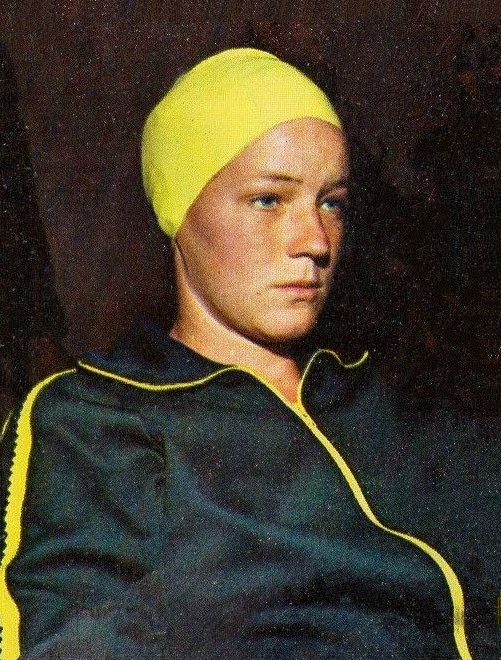
Beverley Whitfield 1972

Beverley Joy Whitfield (* 15. Juni 1954 in Wollongong; † 20. August 1996 in Shellharbour) war eine australische Schwimmerin.
Bei den Olympischen Spielen 1972 in München wurde sie über 200 m Brust Olympiasiegerin und konnte über 100 m Brust die Bronzemedaille gewinnen.
Im Jahr 1975 beendete sie ihre Laufbahn und arbeitete später als Sozialarbeiterin. Im Alter von 42 Jahren starb sie unerwartet.